# Django: En el nombre del hijo
Django: En el nombre de hijo (también conocida como Django 3) es una película peruana de acción y drama de 2019, dirigida por Aldo Salvini. Protagonizada por Giovanni Ciccia, sumando el reparto Melania Urbina, Emanuel Soriano, Tatiana Astengo, Sergio Galliani, Brando Gallesi y Rodrigo Sánchez Patiño.
La película fue estrenada el 28 de noviembre de 2019, y es secuela de Django: la otra cara y Django: sangre de mi sangre.

## Sinopsis
Regreso del icónico Django en una película que pone final a la historia del famoso asaltante de bancos. Salvador, el hijo menor de Django, vive una vida presionado por el recuerdo de su hermano muerto venerado por los jóvenes de su barrio y la imagen de leyenda de su padre en prisión. La búsqueda de justicia ante la traición de Magda lo lleva a penetrar en un mundo de corrupción y violencia. Maco, su padre espiritual, quiere evitar que ese mundo lo termine lastimando y busca soluciones impensadas desatándose una serie de hechos que lo llevaran, a él y a Django, por caminos similares en busca de justicia.

## Reparto
- Giovanni Ciccia como Orlando Hernández «Django»:
- Brando Gallesi como Salvador Hernández: Hijo menor de Django y Tania, y hermano de José.
- Melania Urbina como Melissa «la Chica Dinamita»: Cómplice de los asaltos de Django.
- Stephanie Orúe como Magda: Expareja de José y actual interés amoroso de Tabique Doro.
- Tatiana Astengo como Tania: Esposa de Django y madre de Salvador y José, éste último fallecido tras ser acuchillado en la cárcel.
- Sergio Galliani como «Maco»: Esposo de Tania, quién trabaja como Policía.
- Rodrigo Sánchez Patiño como Santino Caluzo «Tabique Doro»: Pareja de Magda.
- Paul Vega como Jacobo Santa Fe.
- Elisa Tenaud como «Crisis».
- Mayra Najar como Blanca Nieves «Lupe».
- Rony Shapiama como uno de los amigos de Salvador.
- Ray del Castillo como uno de los amigos de Salvador.

## Música
En esta tercera entrega se siguió utilizando la muisca compuesta por Karin Zielinski, junto con otras con otras canciones nuevas como: «El bueno», «Responde» y «Llamen a Django».[cita requerida]

## Recepción
La película hizo 184 mil espectadores en Perú.

## Premios y Nominaciones
| Año  | Premio       | Categoria      | resultado |
| ---- | ------------ | -------------- | --------- |
| 2019 | Premio Luces | Mejor película | Nominado  |